# Ghīāẕī
Ghīāẕī är en ort i Iran.   Den ligger i provinsen Khuzestan, i den västra delen av landet, 600 km söder om huvudstaden Teheran. Ghīāẕī ligger 7 meter över havet och antalet invånare är 425.
Terrängen runt Ghīāẕī är mycket platt.Runt Ghīāẕī är det ganska tätbefolkat, med 54 invånare per kvadratkilometer. Närmaste större samhälle är Shādegān, 4,6 km öster om Ghīāẕī. Trakten runt Ghīāẕī består till största delen av jordbruksmark.